# Fabas (Tarn-et-Garonne)
Fabas település Franciaországban, Tarn-et-Garonne megyében. Lakosainak száma 695 fő (2022. január 1.). Fabas Campsas, Fronton és Canals községekkel határos.

## Népesség
A település népessége az elmúlt években az alábbi módon változott:
| Lakosok száma | 573  | 587  | 615  | 621  | 639  | 658  | 668  | 688  | 695  |
|               | 2013 | 2015 | 2016 | 2017 | 2018 | 2019 | 2020 | 2021 | 2022 |

## Jegyzetek

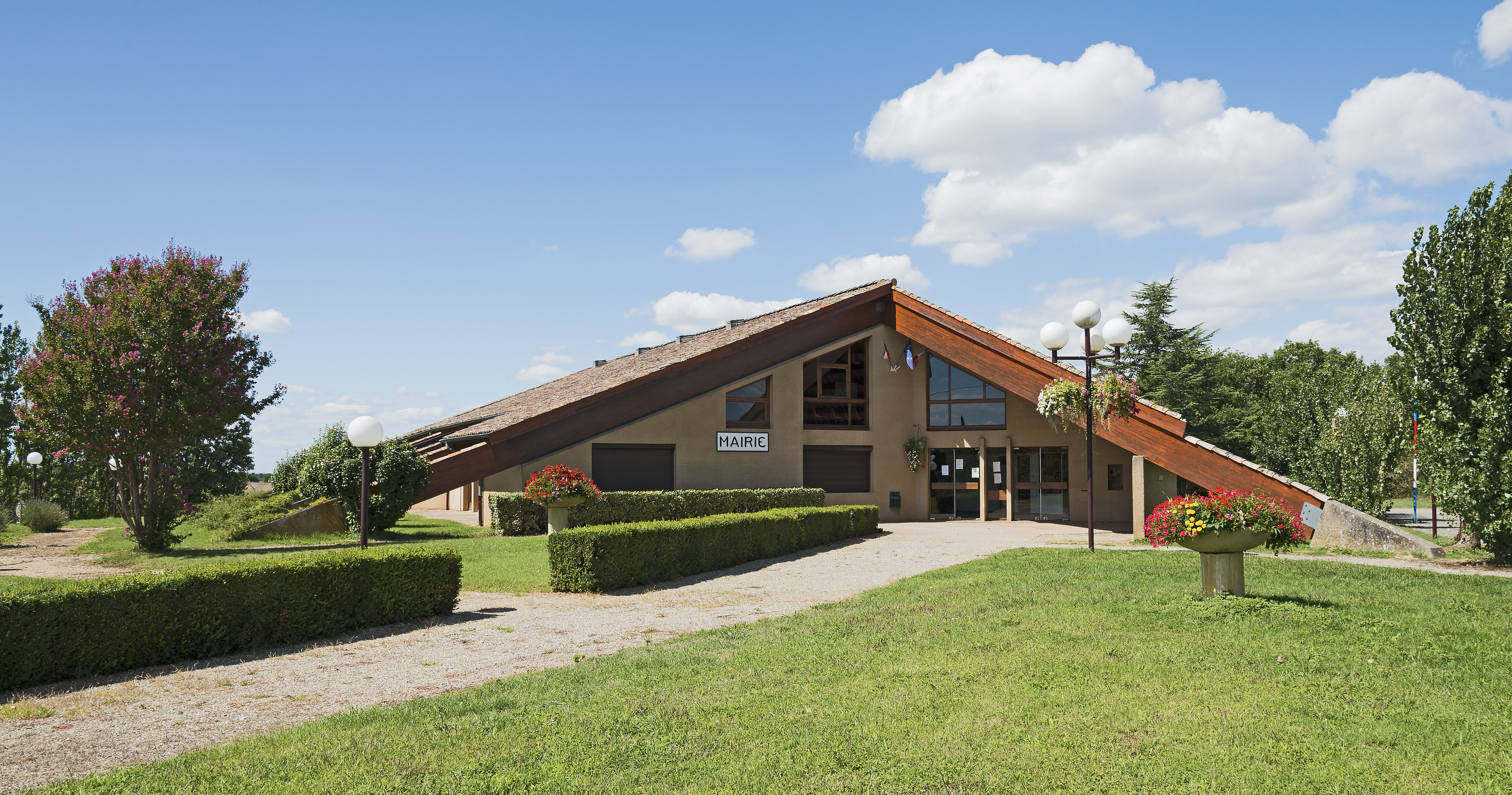
A városháza